# Händelöp
Händelöp is een plaats en eiland in de gemeente Västervik in het landschap Småland en de provincie Kalmar län in Zweden. De plaats heeft 57 inwoners (2005) en een oppervlakte van 14 hectare.